# Художній музей Акіти
Художній музей Акіти (яп. 秋田県立美術館 平野政吉コレクション) — художній музей в місті Акіта (префектура Акіта, Японія). Загальна площа музею: 3 746.66 м², площа будівлі 1 977,21 м².
Години праці: щоденно з 10:00 до 18:00.
Художній музей префектури Акіта був відкритий 5 травня 1967 року. Нова будівля музею була відкрита 28 вересня 2013 року. Основою колекції музею є збірка робіт відомого художника Цугухару Фуджита з колекції Фонду мистецтв Масакічі Хірано. У музеї є дві додаткові галереї для проведення виставок. Будівля музею була спроєктована архітектором Тадао Андо, лауреатом Прітцкерівської премії 1995 року.

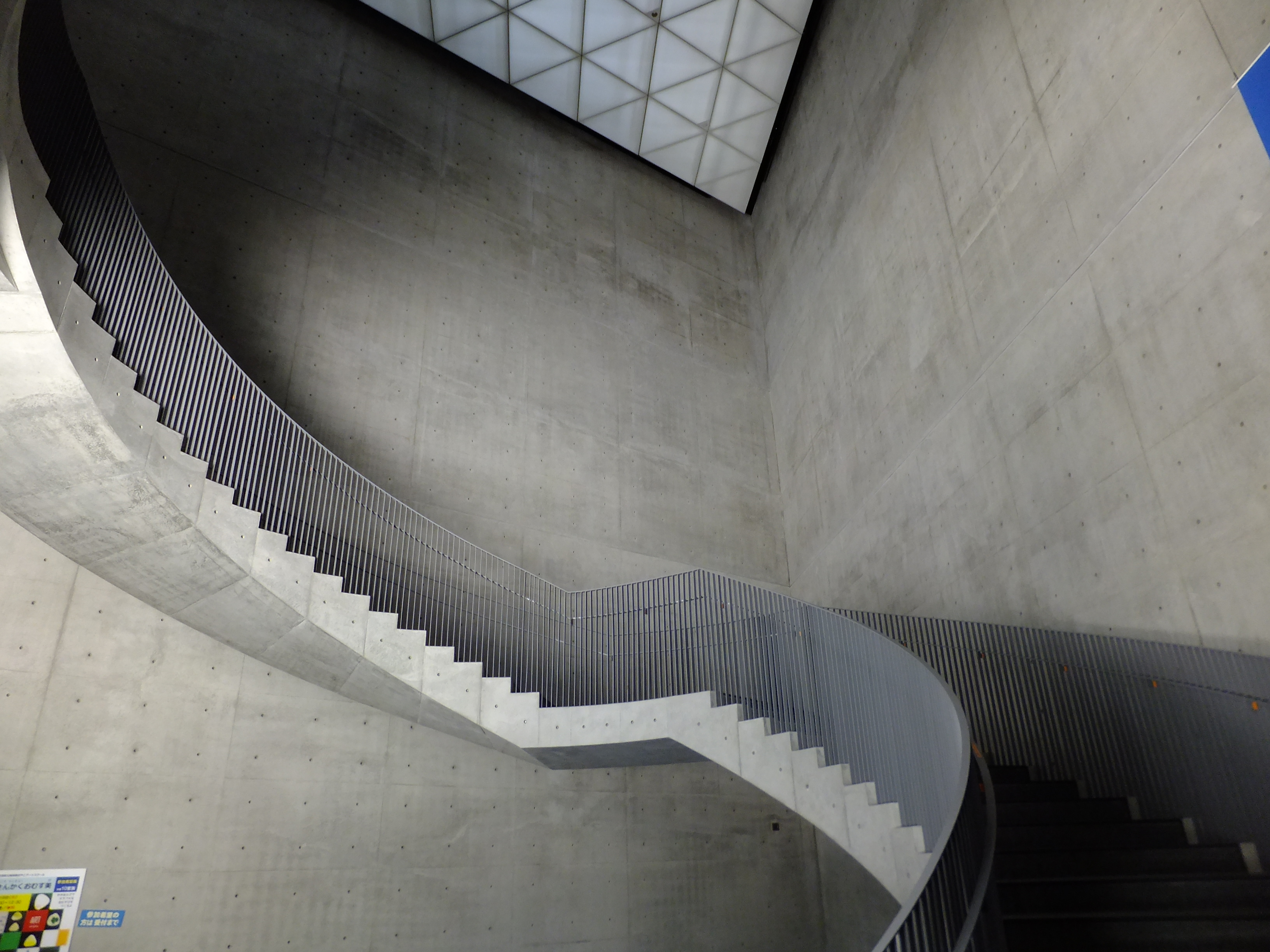
Спіральні сходи
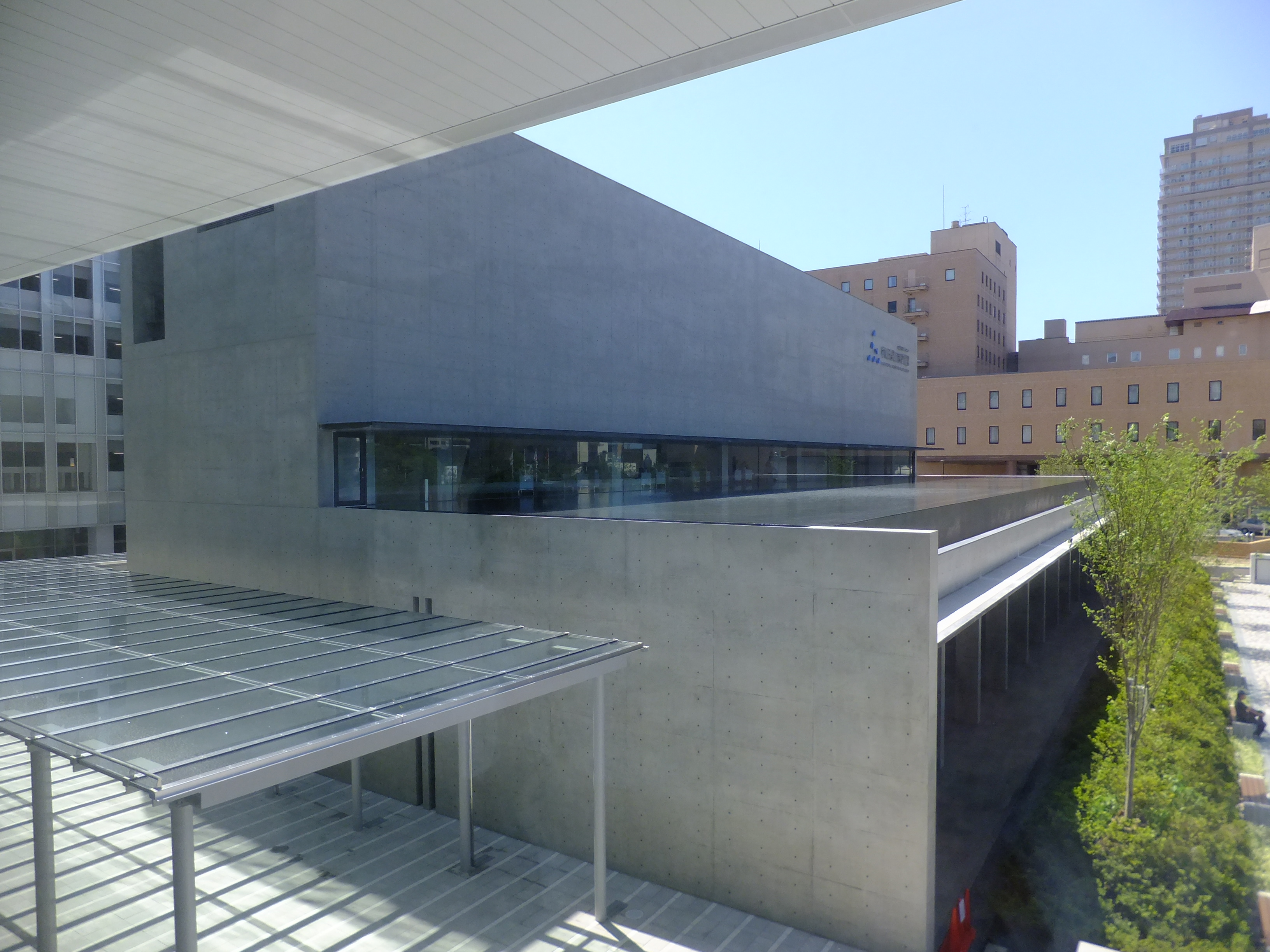
Східна сторона музею